# 冰宮

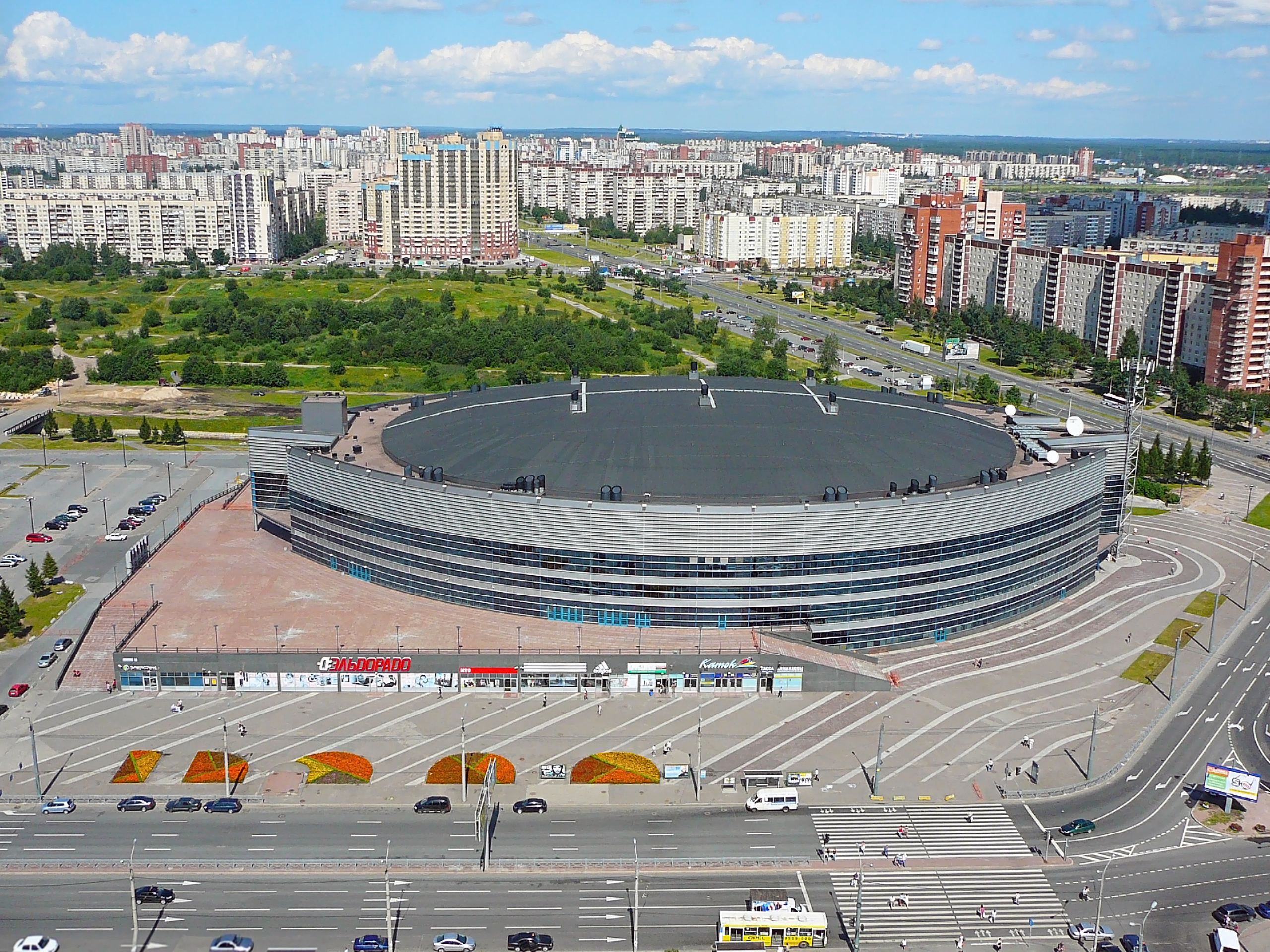
冰宮

冰宮（Ледовый Дворец）是位於俄羅斯聖彼得堡的一座體育場，開業於2000年，為2000年世界冰球錦標賽而興建，可以容納12,300名觀眾。冰宮主要用作冰球場，是SKA聖彼得堡冰球俱樂部的主場球場，但也舉辦演唱會等活動。

## 外部連結
- Ice Palace at Hockeyarenas.net
- Ice Palace at worldstadiums.com（页面存档备份，存于）
- Official website (in Russian)（页面存档备份，存于）